# Jan Banaś
Jan Banaś (ur. 29 marca 1943 w Berlinie jako Heinz-Dieter Banas) – polski piłkarz, reprezentant Polski, mistrz Polski. Imię i nazwisko zmienił 2 marca 1967.

## Życiorys
Syn Niemca i Polki, jego rodzice poznali się i rozstali podczas wojny. Z wykształcenia technik górniczy, na boisku spełniał zadania prawoskrzydłowego. Karierę piłkarską zaczynał w AKS Mikołów (1956-1958), następnie w Szkółce Wojewódzkiego Komitetu Wychowania Fizycznego Katowice (1958-1959). W 1959 przeszedł na trzy lata do Zrywu Chorzów, uzyskując w tym czasie powołanie do juniorskiej reprezentacji Polski, gdzie grał razem m.in. z Zygfrydem Szołtysikiem i Antonim Piechniczkiem. Karierę ligową rozpoczął po przejściu w 1962 do bytomskiej Polonii. W czerwcu 1966 był jednym z bohaterów afery, kiedy przed meczem Polonii ze szwedzkim IFK Norrköping w ramach rozgrywek Pucharu Intertoto zdecydował się pozostać na Zachodzie. Nakłonił go do tego ojciec, obiecując szybkie załatwienie gry w Niemczech (wraz z nim do Polski nie powrócili wówczas Konrad Bajger i Norbert Pogrzeba). Już jednak rok później, rozczarowany postawą ojca, postanowił wrócić i ze względu na wysokie umiejętności sportowe został zrehabilitowany; zmienił wówczas oficjalnie pisownię nazwiska.
W 1969 przeszedł do Górnika Zabrze, w barwach którego zdobył dwa tytuły mistrza Polski (1971, 1972) i trzy Puchary Polski (1970, 1971, 1972). Występował także w najlepszym sezonie Górnika w europejskich pucharach – przyczynił się do awansu zespołu do finału Pucharu Zdobywców Pucharów, strzelając m.in. bramki Lewskiemu Sofia w ćwierćfinale; zdobył także gola w pierwszej z trzech słynnych półfinałowych potyczek Górnika z AS Roma. W Górniku rozegrał łącznie 170 oficjalnych meczów, w tym 124 w ekstraklasie i 20 w pucharach europejskich.
W 1975 zakończył karierę w Górniku i wyjechał za granicę. Grał początkowo w polonijnych klubach w Chicago (Wisła, Polonia, Eagles), następnie w Atlético Español (1976), francuskich US Melun (1977), US Bolougne (1977-1978), AS Cambrai (1978-1981), Porto Vecchio (1981-1983), Saintes (1984-1985, także grający trener), Mantes (1986-1990).
Jako piłkarz Banaś imponował świetnym wyszkoleniem technicznym, zbierał oklaski za sztuczki techniczne, posiadał znakomity przegląd sytuacji, strzelał bramki w nieprawdopodobnych sytuacjach.

## Reprezentacja Polski
W latach 1964–1973 zaliczył 31 oficjalnych spotkań w reprezentacji Polski, zdobywając w nich 7 bramek. Wystąpił m.in. w meczu z Anglią na Stadionie Śląskim w Chorzowie w czerwcu 1973, wygranym przez Polskę 2:0 (pierwsza bramka tego meczu, zaliczona oficjalnie Gadosze, bywa niekiedy przypisywana Banasiowi). Banaś nie znalazł się jednak w kadrze na mistrzostwa świata w 1974, podobnie jak dwa lata wcześniej w kadrze olimpijskiej z przyczyn pozasportowych, gdyż po jego ucieczce z 1966 roku polskie władze uniemożliwiały mu wyjeżdżanie z reprezentacją Polski do Niemiec, choć pozwalały mu tam wyjeżdżać z klubem; zarówno igrzyska olimpijskie w 1972 r., jak i mistrzostwa świata w 1974 r. odbywały się właśnie w Niemczech.
| lp. | Data                 | Miejsce        | Przeciwnik        | Rezultat | Rozgrywki       | Grał          | Uwagi     |
| --- | -------------------- | -------------- | ----------------- | -------- | --------------- | ------------- | --------- |
| 1.  | 13 września 1964     | Warszawa       | Czechosłowacja    | 2-1      | towarzyski      | 90'           |           |
| 2.  | 27 września 1964     | Stambuł        | Turcja            | 3-2      | towarzyski      | do 67'        | Gol       |
| 3.  | 7 października 1964  | Solna          | Szwecja           | 3-3      | towarzyski      | 90'           |           |
| 4.  | 25 października 1964 | Dublin         | Irlandia          | 2-3      | towarzyski      | 90'           |           |
| 5.  | 7 kwietnia 1965      | Bruksela       | Belgia            | 0-0      | towarzyski      | 90'           |           |
| 6.  | 18 kwietnia 1965     | Warszawa       | Włochy            | 0-0      | elim. MŚ 1966   | 90'           |           |
| 7.  | 16 maja 1965         | Kraków         | Bułgaria          | 1-1      | towarzyski      | do 75'        |           |
| 8.  | 23 maja 1965         | Chorzów        | Szkocja           | 1-1      | elim. MŚ 1966   | 90'           |           |
| 9.  | 26 września 1965     | Helsinki       | Finlandia         | 0-2      | elim. MŚ 1966   | 90'           |           |
| 10. | 5 stycznia 1966      | Liverpool      | Anglia            | 1-1      | towarzyski      | od 39'        |           |
| 11. | 18 maja 1966         | Wrocław        | Szwecja           | 1-1      | towarzyski      | 90'           |           |
| 12. | 5 czerwca 1966       | Belo Horizonte | Brazylia          | 1-4      | towarzyski      | od 46'        |           |
| 13. | 8 czerwca 1966       | Rio de Janeiro | Brazylia          | 1-2      | towarzyski      | do 45'        |           |
| 14. | 11 czerwca 1966      | Buenos Aires   | Argentyna         | 1-1      | towarzyski      | do 34'        |           |
| 15. | 16 maja 1970         | Kraków         | NRD               | 1-1      | towarzyski      | od 46'        |           |
| 16. | 19 maja 1970         | Kopenhaga      | Dania             | 2-0      | towarzyski      | 90'           | Gol       |
| 17. | 22 lipca 1970        | Szczecin       | Irak              | 2-0      | towarzyski      | 90'           | Gol       |
| 18. | 5 maja 1971          | Lozanna        | Szwajcaria        | 4-2      | towarzyski      | 90'           | Gol       |
| 19. | 12 maja 1971         | Tirana         | Albania           | 1-1      | elim. Euro 1972 | 90'           | Gol       |
| 20. | 22 września 1971     | Kraków         | Turcja            | 5-1      | elim. Euro 1972 | 90'           |           |
| 21. | 10 października 1971 | Warszawa       | Niemcy            | 1-3      | elim. Euro 1972 | do 59'        |           |
| 22. | 16 kwietnia 1972     | Stara Zagora   | Bułgaria          | 1-3      | elim. IO 1972   | do 83'        |           |
| 23. | 7 maja 1972          | Warszawa       | Bułgaria          | 3-0      | elim. IO 1972   | 90'           | Gol · Gol |
| 24. | 13 maja 1973         | Warszawa       | Jugosławia        | 2-2      | towarzyski      | do 45'        |           |
| 25. | 16 maja 1973         | Wrocław        | Irlandia          | 2-0      | towarzyski      | od 30' do 74' |           |
| 26. | 6 czerwca 1973       | Chorzów        | Anglia            | 2-0      | elim. MŚ 1974   | 90'           |           |
| 27. | 1 sierpnia 1973      | Toronto        | Kanada            | 3-1      | towarzyski      | do 45'        |           |
| 28. | 5 sierpnia 1973      | Los Angeles    | Meksyk            | 1-0      | towarzyski      | 90'           |           |
| 29. | 8 sierpnia 1973      | Monterrey      | Meksyk            | 2-1      | towarzyski      | do 45'        |           |
| 30. | 10 sierpnia 1973     | San Francisco  | Stany Zjednoczone | 4-0      | towarzyski      | od 78'        |           |
| 31. | 12 sierpnia 1973     | New Britain    | Stany Zjednoczone | 0-1      | towarzyski      | do 59'        |           |

## Odniesienia w kulturze
9 maja 2017 r. miał premierę film „Gwiazdy” w reżyserii Jana Kidawy-Błońskiego, opowiadający o życiu i karierze Jana Banasia.